# Каро, Эльм Мари
Эльм Мари Каро (1826—1887) — французский философ, критик и публицист, член Французской академии.
Высшее образование получил в Нормальной школе. Был преподавателем сначала в провинциальных лицеях, потом в факультете в Дуэ. Первые сочинения его: «Essai sur le Mysticisme au XVII siècle», «La Vie et la doctrine de saint Martin, le philosophe inconnu», «Saint Dominique et les dominicains», «Vie de Pie IX». Журнальные статьи его были изданы под заглавием: «Études morales sur le temps présent» (1855).
В 1858 г.  стал читать лекции в Сорбонне. Философские воззрения его всецело примыкают к эклектизму Кузена. Известность Каро создали его полемический талант, особенно как борца против материалистического и позитивного направления, и увлекательное красноречие; на его лекциях в Сорбонне собиралось высшее светское общество Парижа. Шум, который эти лекции вызвали в парижских салонах, был жестоко осмеян Пальероном в комедии «Le Monde où l’on s’ennuie». Резкий отзыв Каро о скептицизме Эдмона Абу в надгробной речи от имени Французской академии вызвал раздражение среди друзей покойного и повел к беспорядкам на лекциях Каро.
Постоянный сотрудник «Revue des Deux Mondes», «Journal des savants», «Revue européenne», Каро издал отдельно: «L’idée de Dieu et ses nouveaux critiques» (1864); «Le matérialisme et la science» (1868, перевод, на русск. яз. 1872); «Nouvelles études sur le temps présent» (1869); «Jours d’épreuves» (1872), где он доказывает, что консервативная республика — спасение от всех политических неурядиц Франции; «Problèmes de morale sociale» (1876); «Le pessimisme au XIX siècle» (1878; о Леопарди, Шопенгауэре и Гартмане; перевед. на русск. яз. Москва, 1883); «La Fin du XVIII siècle» (1880); «M. Litré et le positivisme» (1883); «La philosophie de Goethe» (1880); «M-me de Staël» (1886); «George Sand» (1887); «Philosophie et philosophes» (1888); «Mélanges et portraits» (1888); «Poètes et romanciers» (1888); «Variétés littéraires» (1889).

## Публикации на русском языке
- Материализм и наука. Архивная копия от 19 октября 2019 на Wayback Machine — СПб., 1872.
- Э. Литтре и позитивизм Архивная копия от 19 октября 2019 на Wayback Machine — М., 1884.
- Пессимизм в XIX веке. Леопарди - Шопенгауэр - Гартман Архивная копия от 19 октября 2019 на Wayback Machine — 2-е изд., М., 1893.